# Gare de Beaurières
La gare de Beaurières est une ancienne gare ferroviaire française de la ligne de Livron à Aspres-sur-Buëch, située sur le territoire de la commune de Beaurières dans le département de la Drôme, en région Auvergne-Rhône-Alpes.
Elle est ouverte en 1894 par la Compagnie des chemins de fer de Paris à Lyon et à la Méditerranée (PLM).
Fermée aux services des voyageurs et des marchandises, la gare est ouverte au service de l'infrastructure de la Société nationale des chemins de fer français (SNCF).

## Situation ferroviaire

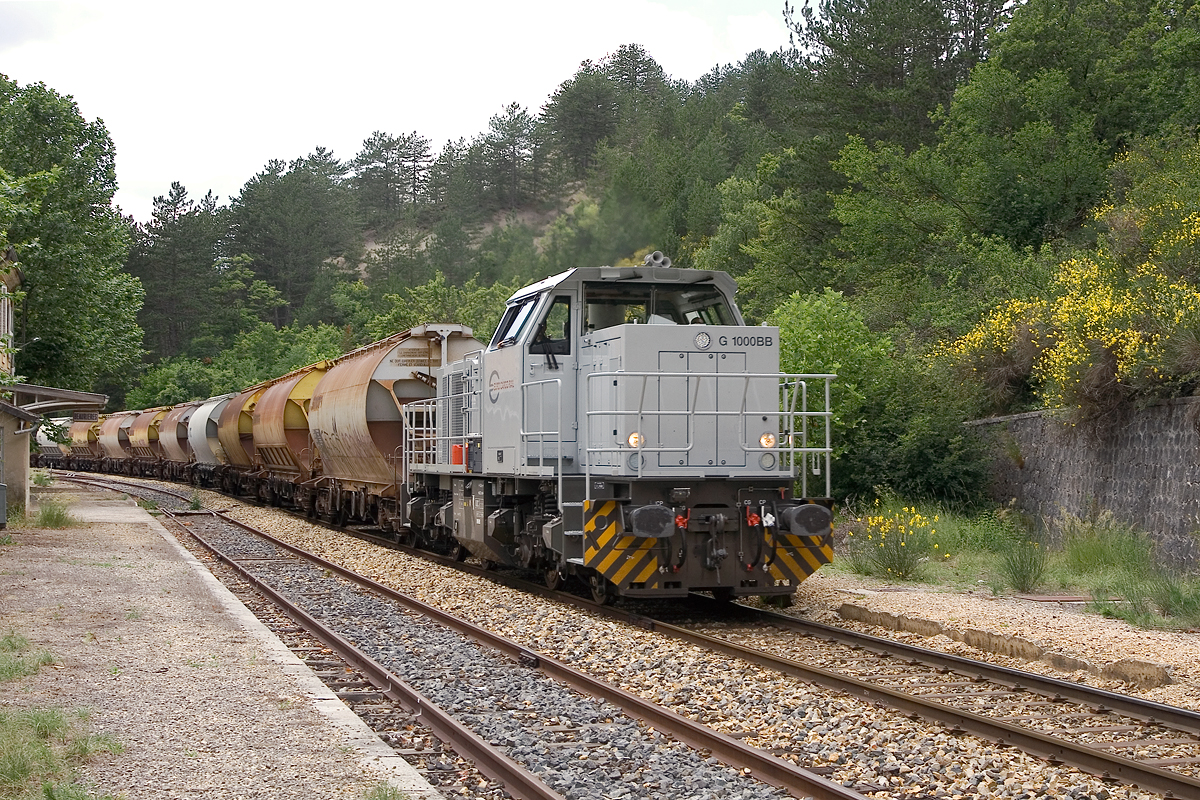
Un train de gypse traverse la gare de Beaurières.

Établie à 746 mètres d'altitude, la gare de Beaurières est située au point kilométrique (PK) 87,240 de la ligne de Livron à Aspres-sur-Buëch, entre les gares ouvertes de Luc-en-Diois et d'Aspres-sur-Buëch.
Cette gare comporte un évitement qui permet le croisement des trains sur la voie unique. Bien que la gare soit fermée au trafic des voyageurs et des marchandises, elle est périodiquement ouverte au service de l'infrastructure pour assurer le croisement des trains. Une voie de service est régulièrement utilisée par les trains de travaux.

## Histoire
La gare de Beaurières est mise en service le 1er juin 1894 par la Compagnie des chemins de fer de Paris à Lyon et à la Méditerranée (PLM), lorsqu'elle ouvre à l'exploitation la section de Die à Aspres-sur-Buëch.
La gare est fermée aux services des voyageurs et des marchandises.